# Раздолье (Компанеевская поселковая община)
Раздо́лье (укр. Роздолля) — село в Компанеевской поселковой общине Кропивницкого района Кировоградской области Украины.
До 2020 года входило в Компанеевский район
Население по переписи 2001 года составляло 500 человек. Почтовый индекс — 28415. Телефонный код — 5240. Код КОАТУУ — 3522885903.